# Langelot passe à l'ennemi
Langelot passe à l'ennemi est le trentième  roman de la série Langelot, écrite par le Lieutenant X. Le roman, paru pour la première fois en 1978, dans la Bibliothèque verte, constitue le troisième volet d'une tétralogie mettant en scène le traître Cordovan :
- Langelot sur l'Île déserte,
- Langelot et le Plan Rubis,
- Langelot passe à l'ennemi,
- Langelot gagne la dernière manche.

## Principaux personnages

### «Les gentils»
- Langelot : sous-lieutenant, agent peu expérimenté du Service national d'information fonctionnelle, blond, 1,68 m, mince, « traits menus mais durs ».
- Pierre Touzier : lieutenant du service "Action", agent du SNIF.
- Capitaine Montferrand : chef direct de Langelot.
- Commandant d'Aubépyne : attaché militaire français au Pays Noir.
- Niké Qattaräàléhak : chef des résistants au régime totalitaire du Pays Noir.
- Mascos : résistants du Pays Noir.

### «Les méchants»
- Jacques Corsetier, dit Cordovan : commandant le Service de Subversion du Pays "4584", le Pays Noir, ancien officier de l'Aviation légère de l'Armée de terre et du Deuxième Bureau, bel homme et séducteur.
- Docteur Louphat' et Colonel Brig'harq : agents du Pays Noir en France.
- Commissaire Kh'tkorn : agent du Pays Noir au Pays Noir, adjoint de Cordovan.
- Ministre de la Sécurité Nacaüq : supérieur hiérarchique de Cordovan.

## Résumé

### Langelot et Touzier au Pays Noir
Langelot et Pierre Touzier (dit « Pierrot-la-marmite ») sont chargés d'infiltrer un pays désigné par le SNIF sous le nom de code "4584" et par la presse, le Pays Noir, petite dictature européenne (dont le régime s'inspire de celui de l'URSS) pour mettre la main sur Jacques Corsetier (dit « Cordovan »). Ce dernier est chargé par le Pays Noir de renverser la démocratie en France ; dans le roman précédent, il était parvenu à prendre la fuite in extremis. Tandis que Touzier est envoyé au Pays Noir sous une couverture de journaliste, Langelot se présente à l'ambassade du Pays Noir à Paris pour faire croire que par dépit, il veut trahir le SNIF et son pays.
Langelot est reçu par le Dr Louphat' et par le colonel Brig'harq, qui décide de le remettre à Cordovan. Langelot prend place dans une malle de la valise diplomatique pour se retrouver au Pays Noir.
Là, emmené dans la sinistre Maison Noire, où le régime torture et assassine, il rencontre Cordovan et lui explique ses fortes raisons de trahir son pays. Cordovan fait de même en lui révélant qu'à la suite de la perte du Plan Rubis, il a créé le Plan Écarlate, avec le même objectif : soumettre la France.
Nommé capitaine du Service de Subversion, portant son emblématique blouson noir, Langelot est mis à l'épreuve en permanence. Après son arrivée, Langelot est pris dans un dilemme cornélien : ou bien il contribue à arrêter des opposants au régime, les fameux Mascos dirigés par leur mystérieux chef appelé Masque Vert, ou bien il permet à l'un d'entre eux d'échapper à la police politique du régime. Il opte pour le second choix, et voit donc sa couverture « grillée ».
Il en est de même pour Pierre Touzier.

### Fuite et rencontre deMasque Vert
Langelot et Pierre, réunis dans une même tentative d'échapper aux recherches de la Police politique, rencontrent Masque Vert, chef des rebelles Mascos.
Masque Vert est une femme, nommée Niké Qattaräàléhak (orthographiée "Nike", dans le roman), qui se cache derrière un masque pour ne révéler ni son sexe ni son identité.
Il se produit alors un événement imprévu : Niké et Pierre Touzier tombent amoureux l'un de l'autre.
Mais la mission passe avant toute chose : capturer Cordovan. Et trouver le moyen de retourner en France avec un tel prisonnier.
Langelot se rend au siège des services secrets, la sinistre Maison Noire (équivalent de la Loubianka) et demande à voir Cordovan. Il lui annonce qu'il est entré en contact avec « Madame Masque Vert », la présente comme l'épouse du rebelle, qui souhaite se venger du chef rebelle. Il présente Niké à Cordovan et indique que celle-ci va révéler la cachette de Masque Vert.

### Dénouement
Cordovan organise immédiatement une opération héliportée, car Masque Vert est supposé s'abriter dans une grotte. Un pseudo Masque Vert est en effet asphyxié, capturé et monté à bord de l'hélicoptère, piloté par Cordovan, ancien officier de l'ALAT. Le prisonnier est en fait Pierrot la Marmite. Une fois tous à bord, Langelot et Niké prennent possession de l'hélicoptère.
Cordovan toujours aux commandes a le choix entre un atterrissage forcé au Pays Noir, au milieu des maquisards Mascos qui le jugeront pour ses crimes ou accepter un jugement en France (page 178). Il cède à la raison ; après avoir laissé Niké au Pays Noir, l'hélicoptère se pose dans un pays neutre, voisin du Pays Noir.
Pierre et Niké, très tristes de se quitter, sont conscients qu'il ne peuvent pas vivre ensemble : chacun d'eux a des devoirs à l'égard de son pays et ne saurait vivre dans le pays de l’autre. Niké reste et poursuit sa lutte.
Langelot et Pierre livrent Cordovan au SNIF.
Pierrot la Marmite espère une prochaine nouvelle mission au Pays Noir.

## Éditions
- 1978 - Hachette, Bibliothèque verte (français, version originale), illustré par Maurice Paulin.

## Remarques autour du roman
- Le mystérieux Pays Noir, ou 4584, et son régime totalitaire, est un « petit pays européen » situé à deux ou trois heures de vol de la France (page 54). Il est accessible par voie ferrée. 4584 est donc « un petit pays européen, coincé entre plusieurs gros » (Langelot et la danseuse, page 8). Il détient une frontière commune avec un « pays neutre » (page 179), qui n'est pas davantage nommé, avec lequel ses relations sont mauvaises.
- Durant la guerre froide, il existait cinq pays européens neutres : l'Autriche, la Suède, la Finlande, l'Irlande et la Suisse[1]. Deux de ces cinq pays tenaient des frontières avec des pays totalitaires : la Finlande, avec l'URSS ; et l'Autriche avec la Tchécoslovaquie, avec la Hongrie et avec la Yougoslavie. Le seul de ces cinq pays neutres à présenter des frontières communes avec des pays totalitaires de tailles moyennes ou petites, comme 4584, est donc l'Autriche. Le plus petit des pays voisins en question était la Hongrie, qui n'était pas la plus répressive des dictatures européenne d'avant 1989. S'agissant de l'annexion soviétique de la Hongrie, Vladimir Volkoff écrit dans un article paru en 1956 : « Le communisme est le boomerang de la démocratie »[2]. Concernant la Tchécoslovaquie, l'auteur estime que son annexion à partir de 1958 constitue un exemple de désinformation subtile par les soviétiques[3].
- Pour leur part, les services secrets tchécoslovaques, le StB, disposaient d'un siège massif dans le centre de Prague, au 4 de la rue Bartolomějská[4], avec des prisons en sous-sol, comme dans la Maison Noire du roman.
- Un cordovan est une sorte de cuir de couleur brun-rouge.
- Langelot, tout comme Cordovan, reçoit le grade de capitaine du Service de Subversion. Son uniforme, un blouson noir, affiche trois barrettes de grade (page 87), selon l'usage de l'Armée française. Dans l'armée soviétique, trois barrettes correspondaient au grade de sergent[5]. Les officiers des armées du Pacte de Varsovie au temps de la guerre froide affichaient des insignes de grades comportant des étoiles.
- Langelot dîne avec Cordovan au restaurant chic de la capitale, le Tourne-Bride de la révolution. Un tournebride est une auberge de campagne, souvent établie près d'un château, pour recevoir des étrangers et leurs montures.
- Montferrand insiste fortement auprès de Langelot pour que celui-ci, dans cette mission qui s'annonce délicate, ne compromette jamais par ses actes les valeurs auxquelles un officier français doit se référer.
- Le détecteur de type "poêle à frire" passé sur Langelot ne repère pas le mini-émetteur radio que celui-ci a avalé, au prétexte que cet émetteur n'est pas activé et que le détecteur ne traque que les émissions (page 44).
- Un passage du roman décrit l'investissement de grottes (chapitre X, page 167), "chapitre particulier de l'art militaire" évoquant l'expérience militaire de l'auteur durant la guerre d'Algérie, peut-être directe.
- Le « Plan Rubis » de Cordovan fait penser au « réseau saphir » : un réseau d'espionnage soviétique nommé Saphir, qui a pénétré le SDECE et l'entourage immédiat du Général de Gaulle. Voir : Philippe Thyraud de Vosjoli et Georges Pâques. Dans ce roman, Cordovan remplace le plan Rubis, éventé, par le « plan Écarlate ».